# Dos gardenias
Dos gardenias, (in italiano:Due gardenie) è una canzone composta dalla pianista Isolina Carrillo nel 1945 e fu portata al successo da Daniel Santos che la incise nel 1948 con il gruppo La Sonora Matancera con gli arrangiamenti di Pérez Prado..
Negli anni '40 il cantante e direttore d'orchestra cubano Antonio Machín aveva riscosso un enorme successo in Spagna con questo bolero.
Ibrahim Ferrer aveva imparato questo brano negli anni '50, quando suonava con il grande Benny Moré al Club Alivar.
Anni dopo, nel 1996 il brano raggiunse la fama internazionale grazie all'incisione della versione di Ibrahim Ferrer con il collettivo Buena Vista Social Club, nell'omonimo album prodotto da Ry Cooder.

## Musicisti
- Ibrahim Ferrer -voce
- Ry Cooder - chitarra
- Rubén González - pianoforte
- Mañuel "Guajiro" Mirabal - tromba
- Orlando "Cachaito" López - basso
- Lázaro Villa - congas
- Joachim Cooder - Udu
- Alberto "Virgilio" Valdés - maracas